# Gampsocoris
Gampsocoris is een geslacht van wantsen uit de familie steltwantsen (Berytidae). Het geslacht werd voor het eerst wetenschappelijk beschreven door Fuss in 1852.

## Soorten
Het genus bevat de volgende soorten:

- Gampsocoris africanus (Štusak, 1966)
- Gampsocoris bihamatus (Distant, W.L., 1909)
- Gampsocoris culicinus Seidenstücker, 1948
- Gampsocoris decorus (Uhler, 1893)
- Gampsocoris enslini Seidenstücker, 1953
- Gampsocoris fuscatus Henry, 1997
- Gampsocoris gatai Günther, 1997
- Gampsocoris gibberosus (Horváth, 1922)
- Gampsocoris gomeranus Wagner, 1965
- Gampsocoris lilianae Josifov, 1958
- Gampsocoris linnavuorii Henry, 2016
- Gampsocoris minutus Josifov, 1965
- Gampsocoris nexus (Harris, H.M., 1943)
- Gampsocoris pacificus (China, 1930)
- Gampsocoris pallidipes Lindberg, H., 1958
- Gampsocoris panorminus Seidenstücker, 1965
- Gampsocoris punctipes (Germar, 1822)
- Gampsocoris tuberculatus (Štusák, 1966)
- Gampsocoris villiersi (Stusak, 1966)